# Rudolf Slatin

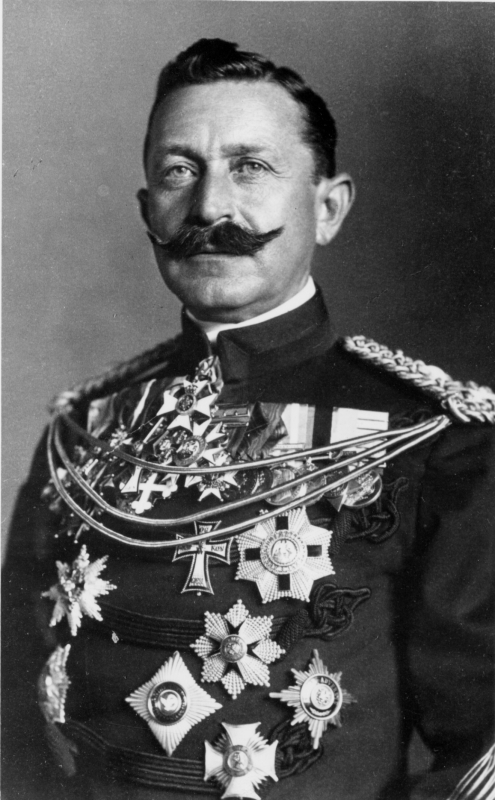
Rudolf Slatin (1910)

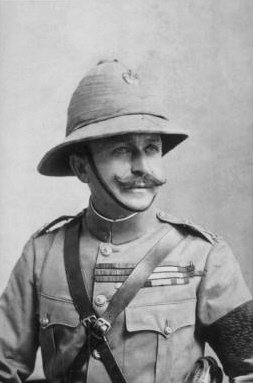
Rudolf Slatin

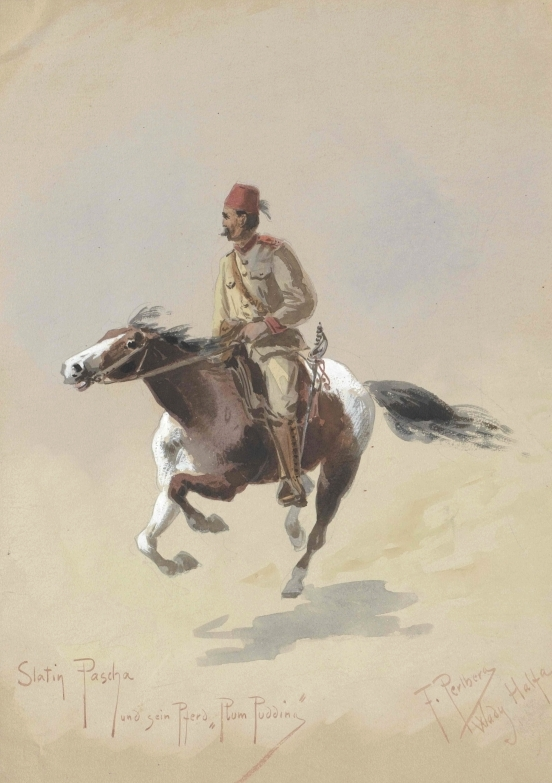
Slatin Pascha und sein Pferd „Plum Pudding“ in Wadi Halfa, Aquarell von Friedrich Perlberg

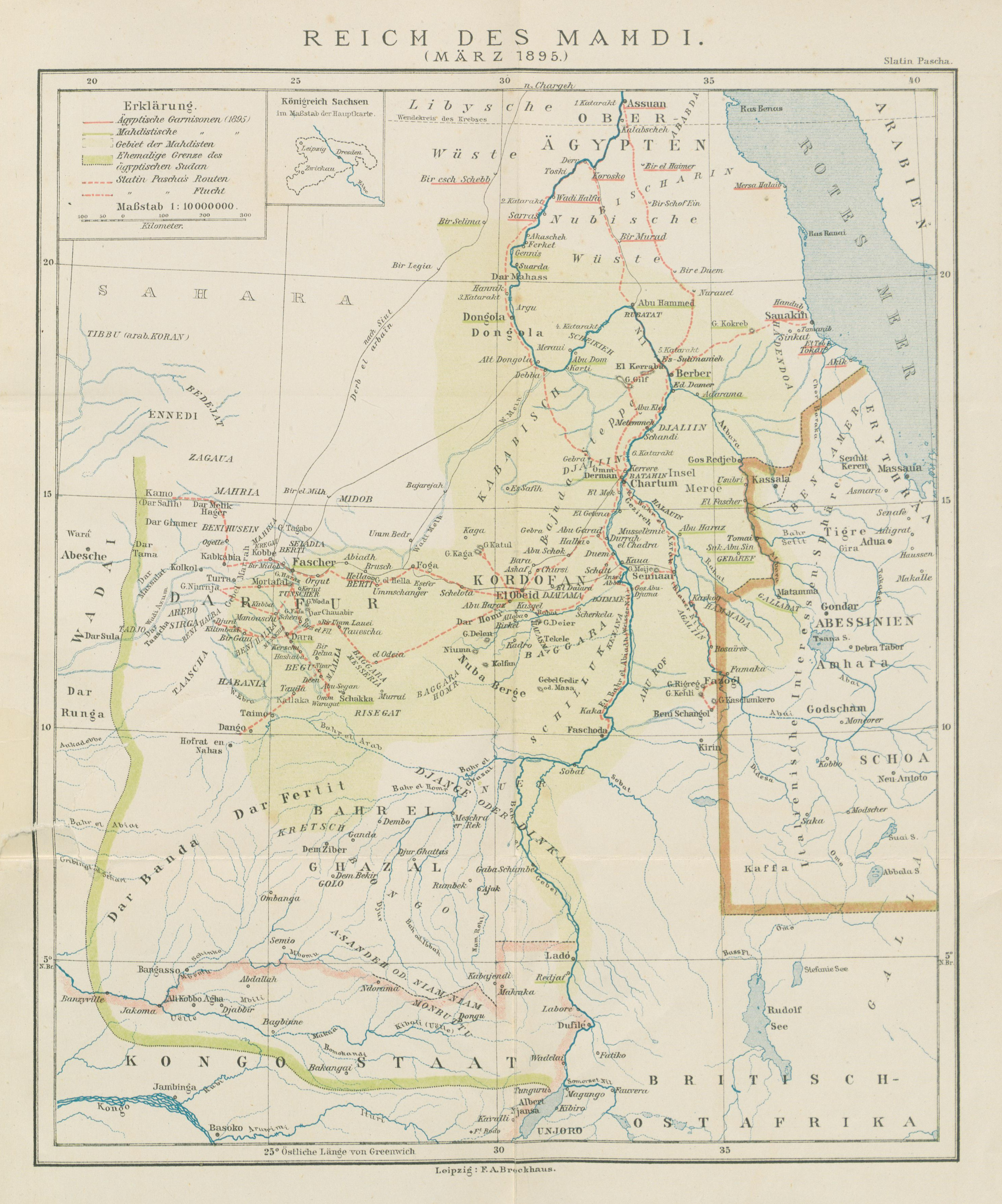
Slatins Reisen im Sudan und seine Fluchtroute aus Omdurman

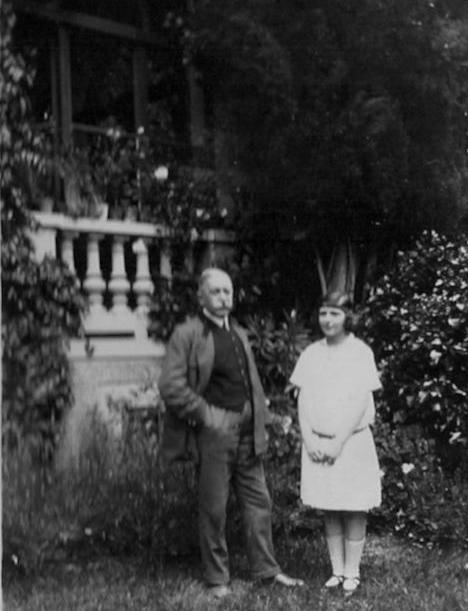
Rudolf Slatin und Tochter Anne Marie (1927)

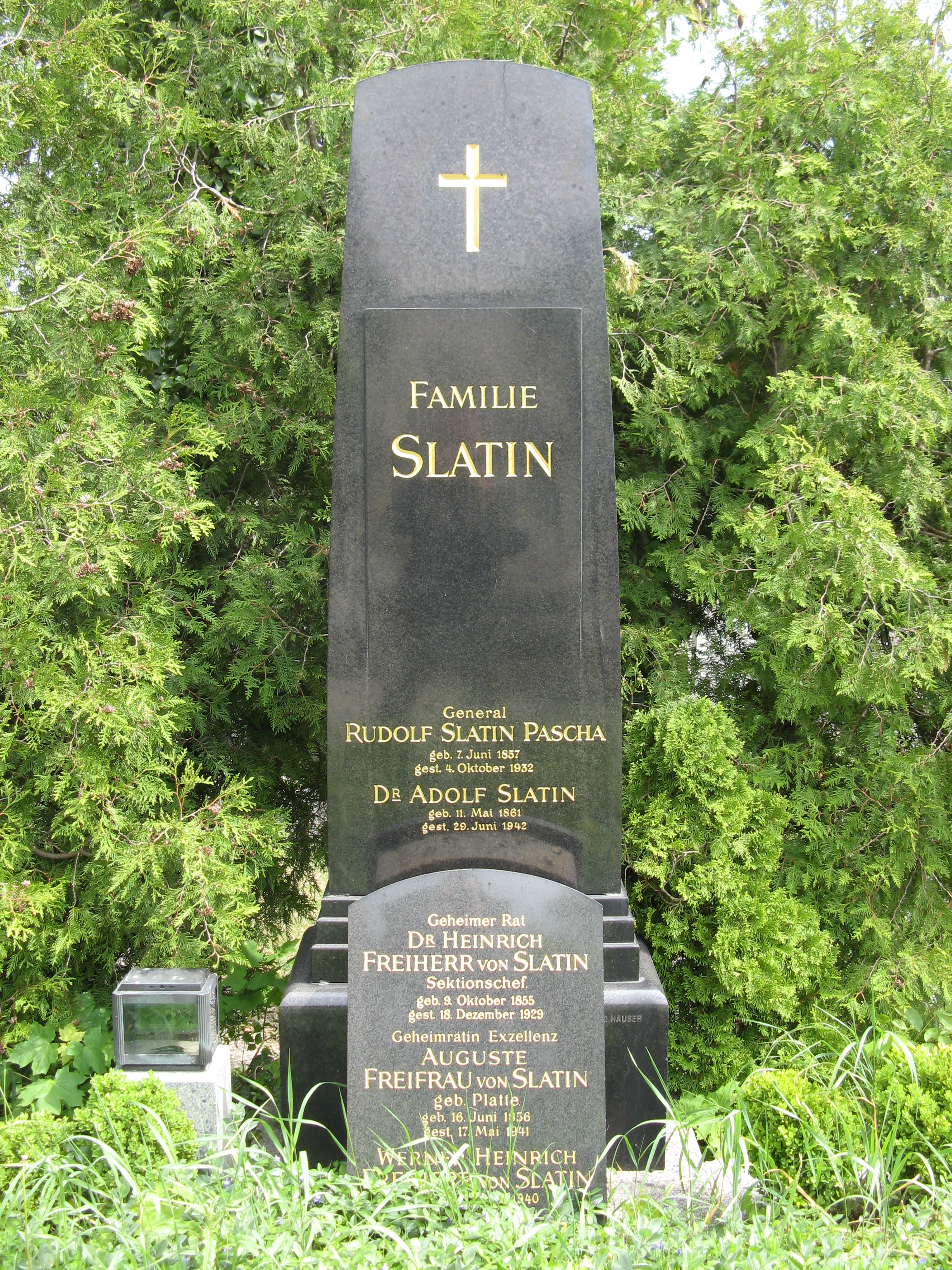
Grab Slatin Paschas auf dem Ober Sankt Veiter Friedhof

Rudolf Carl Freiherr von Slatin GCVO KCMG CB, bekannt als Slatin Pascha (* 7. Juni 1857 in Ober St. Veit bei Wien, Kaisertum Österreich; † 4. Oktober 1932 in Wien), war ein österreichischer, ägyptischer Offizier und britischer Generalmajor, Forschungsreisender, ägyptischer Gouverneur der Großprovinz Darfur im Türkisch-Ägyptischen Sudan und Generalinspektor im Anglo-Ägyptischen Sudan.

## Leben
Rudolf Anton Carl Slatin wurde als viertes Kind des vom Judentum zum Katholizismus konvertierten Kaufmanns Michael Slatin und seiner zweiten Frau Maria Anna Feuerstein in Ober Sankt Veit bei Wien geboren. Seine Geschwister waren die Zwillinge Maria und Anna (geboren 1852), Heinrich (1855), Adolf (1861) und Leopoldine (1864). Der Vater starb am 13. März 1873, während Rudolf die Wiener Handelsakademie besuchte. In dieser Zeit hörte er, dass ein deutscher Buchhändler in Kairo einen Assistenten suche. Slatin brach daraufhin mit 17 Jahren seine Ausbildung an der Handelsakademie ab und ging über Triest und Alexandria als Buchhandelsgehilfe nach Kairo. Später reiste er mit dem deutschen Geschäftsmann und Konsul Friedrich Rosset nach Khartum. Danach bereiste er von 1874 bis 1876 den Sudan, wo er Eduard Schnitzer, den späteren Emin Pascha, kennenlernte.
1877 erhielt er seine Einberufung zur k.u.k. Armee; dort diente er als Leutnant im Infanterieregiment 19 („Kronprinz Rudolf“). Auf Empfehlung Schnitzers wurde Slatin 1879 von Gordon Pascha als ägyptischer Offizier in den Sudan gerufen. Der Sudan war ab 1821 durch die osmanischen Vizekönige von Ägypten erobert worden. In den 1870er Jahren wurden im Sudan mehrere Europäer eingesetzt, um die koloniale Verwaltung in den besetzten Gebieten zu organisieren und dem Sklavenhandel ein Ende zu setzen. Slatin wurde Finanzinspektor und stieg 1879 zum Gouverneur (mudir) der Provinz Dara in Darfur auf. Dort schlug er den Aufstand Haruns, des Sohns des Fur-Sultans, in der Nähe der Marra-Berge nieder. Im April 1881 wurde Slatin durch den Khediven Tawfiq zum Gouverneur (mudir umum) der gesamten Großprovinz Darfur berufen und erhielt den Titel eines Bey.
1882 lernte er Gottfried Roth kennen, den Inspektor für die Unterdrückung des Sklavenhandels in Darfur. 1881 war im Sudan der Mahdi-Aufstand ausgebrochen und die Mahdisten begannen das Land zu erobern. Hintergrund waren hohe Steuern und eine ausufernde Korruption. Dass mit Slatin ein „Ungläubiger“ über die muslimische Bevölkerung herrschte, sorgte ebenfalls für Empörung. Slatin zog mit seinen Truppen in die aufständischen Gebiete und ließ auch einen Überbringer von „aufrührerischen Rundschreiben“ erschießen. Die Zahl seiner Soldaten nahm täglich ab, während die Mahdisten täglich neue Anhänger gewannen. Die Mahdisten eroberten Khartum und kontrollierten 1885 weite Teile des Lande. Am 23. Dezember 1883 geriet auch Slatin in Gefangenschaft des Mahdis Muhammad Ahmad. Slatin konnte den Mahdi überzeugen, vom Christentum zum Islam übergetreten zu sein, und wurde deshalb nicht ermordet. Die nächsten zwölf Jahre lebte er als Sklave des Kalifen Abdallahi ibn Muhammad, des Nachfolgers des Mahdi, und erlangte allmählich das Vertrauen der Mahdisten. 1895 gelang Slatin unter abenteuerlichen Umständen die Flucht; er schlug sich bis zu anglo-ägyptischen Truppen durch. Diese Flucht war durch den Chef des ägyptischen Nachrichtendienstes Francis Reginald Wingate unterstützt worden. Slatins 1896 erschienenes Werk über das Leben am Hof des Kalifen und seine Flucht Fire and Sword in the Sudan hatte wesentlichen Anteil daran, dass sich die britische Regierung entschloss, den Sudan von den Mahdisten zu befreien. Die öffentliche Meinung in der britischen Bevölkerung war durch diesen Bericht und das Werk des Missionars Josef Ohrwalder Zehn Jahre Gefangener des Mahdi gegen das Mahdi-Reich eingestellt.
Am 21. März 1895 wurde Slatin in Kairo durch den Khediven von Ägypten zum Pascha erhoben. Entsprechend dem Wunsch des Khediven sollte er gleichzeitig zum Generalmajor ernannt werden. Aufgrund britischen Widerstandes wurde er aber nur zum Oberst der ägyptischen Armee befördert, da er sonst den gleichen Dienstgrad wie der britische Sirdar (Oberbefehlshaber) Horatio Herbert Kitchener gehabt hätte. Slatin hatte damit gleichwohl den höchsten Rang eines Nichtbriten in der anglo-ägyptischen Armee inne. Am 22. März 1896 reisten Kitchener, Wingate und Slatin an die Front nach Wadi Halfa. Slatin beteiligte sich als Oberst im Nachrichtendienst Wingates 1896 am Dongola-Feldzug Kitcheners gegen die Mahdisten. Für seine Leistungen im Feldzug wurde er zum Companion of the Order of the Bath ernannt.
Von 1897 bis 1898 nahm er am Nil-Feldzug zur Rückeroberung Khartums teil. Nach der Schlacht von Omdurman führte er ein Kommando zur Verfolgung des Kalifen. Nach der Rückeroberung des Sudan wurde Slatin von Königin Victoria zum Kommandeur des Order of St. Michael and St. George ernannt; gleichzeitig wurde er zum britischen Colonel befördert. Im folgenden Jahr versuchte sich Slatin als Schatzsucher im Sudan. Nachdem sein Freund Wingate Generalgouverneur des Anglo-Ägyptischen Sudan und Sirdar geworden war, ernannte dieser Slatin am 25. September 1900 zum britischen Generalinspektor im Sudan. Dies blieb er bis 1914.

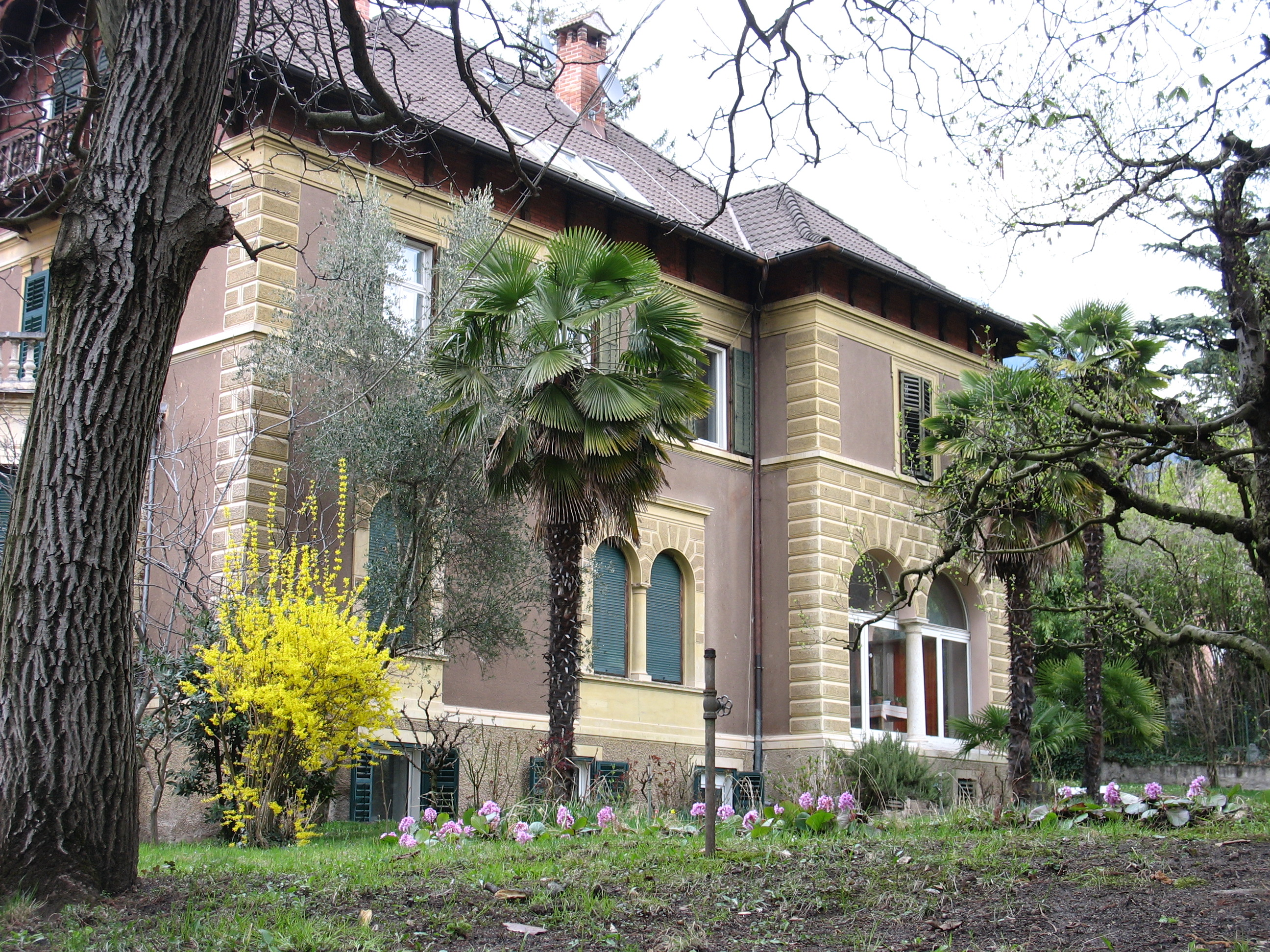
Villa Mathilde in Obermais (Wohnsitz 1923–1932)

1899 wurde Slatin von Kaiser Franz Joseph I. in den österreichischen Ritterstand erhoben und 1906 in den österreichischen Freiherrnstand. Im Ersten Weltkrieg war er als österreichischer Leutnant Leiter der Kriegsgefangenenhilfe des österreichischen Roten Kreuzes. Slatin heiratete am 21. Juni 1914 in der Wiener Votivkirche die 16 Jahre jüngere Baronesse Alice von Ramberg, die im Juni 1921 an Krebs starb und ihn mit der 1916 geborenen Tochter Anne Marie allein zurückließ. Mit einer Pension der ägyptischen Regierung, den Tantiemen aus seinen Memoiren und einer ansehnlichen US-amerikanischen Erbschaft bezog er 1923 seinen Alterswohnsitz, die Villa Mathilde im Meraner Ortsteil Obermais. Eine Krebsoperation im Cottage-Sanatorium für Nerven- und Stoffwechselkranke endete mit dem Tod Slatins. Slatin wurde am 6. Oktober 1932 auf dem Ober Sankt Veiter Friedhof beigesetzt. Das Begräbnis glich einem Staatsbegräbnis.
1951 wurde die Slatingasse in Wien-Hietzing nach ihm benannt.

## Spitzvilla in Oberösterreich

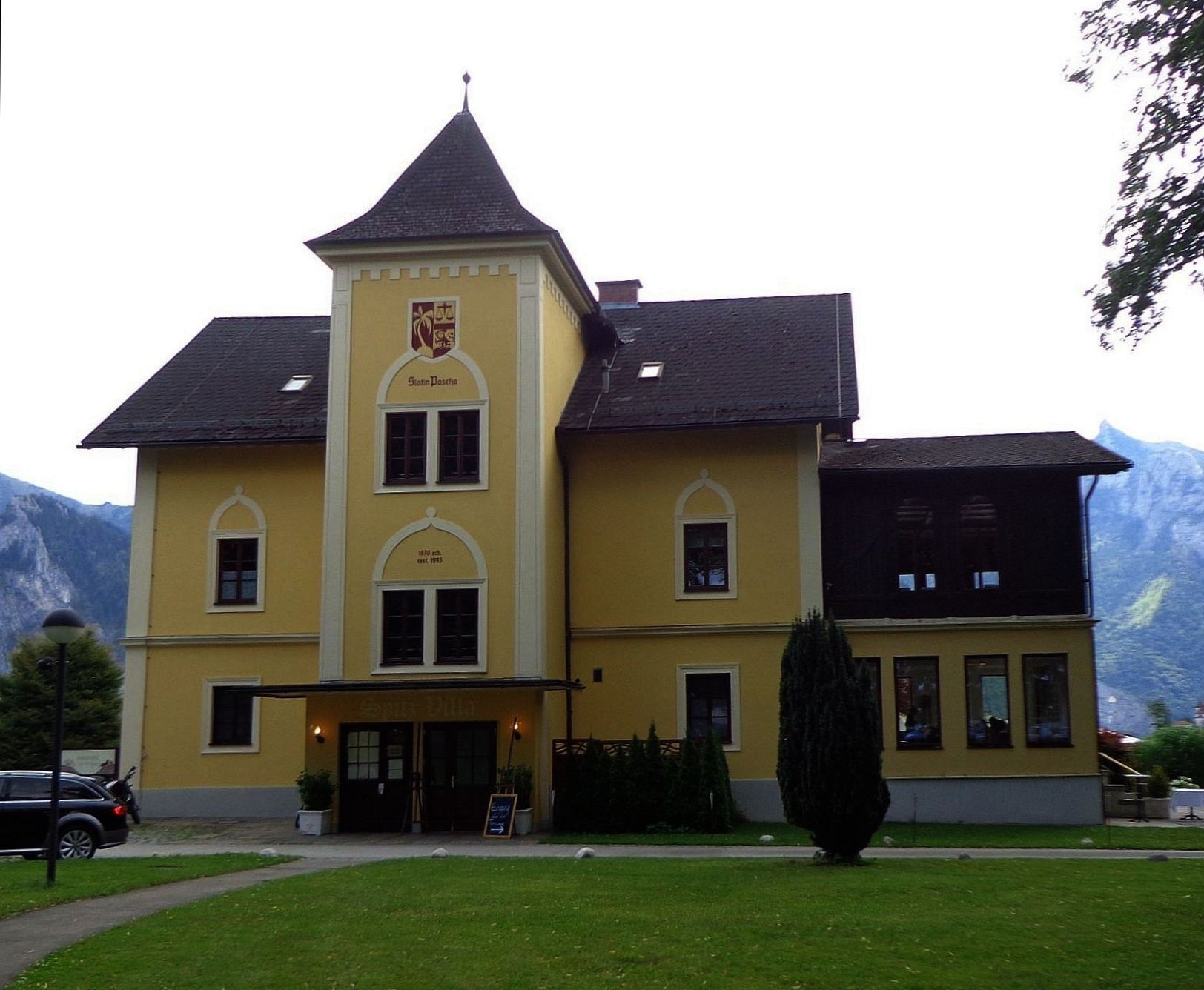
Spitzvilla bei Traunkirchen

Eine besondere Gedenkstätte für Slatin Pascha ist die Spitzvilla nahe Traunkirchen. Slatin hat dieses Haus 1897 erworben und dort bedeutende Persönlichkeiten seiner Epoche empfangen. Seit 1976 ist die Spitzvilla im Besitz des Landes Oberösterreich eine öffentliche Freizeitanlage mit einem Park und einem Café-Restaurant in der Villa selbst. Die Spitzvilla wird vor allem im Sommer auch als Ausstellungs- und Veranstaltungszentrum genutzt.

## Auszeichnungen (Auswahl)
- Companion des Order of the Bath (1895)
- Komturkreuz mit Stern des Franz-Joseph-Ordens (1896)
- Lieutenant des Royal Victorian Order (1896)
- Khediven-Stern
- Knight Commander des Order of St. Michael and St. George (1898)
- Knight Commander des Royal Victorian Order (1904)
- Knight Grand Cross des Royal Victorian Order (1908)
- Geheimer Rat (1914)
- Ehrenbürger der Stadt Wien (1932)[6]

## Wappen

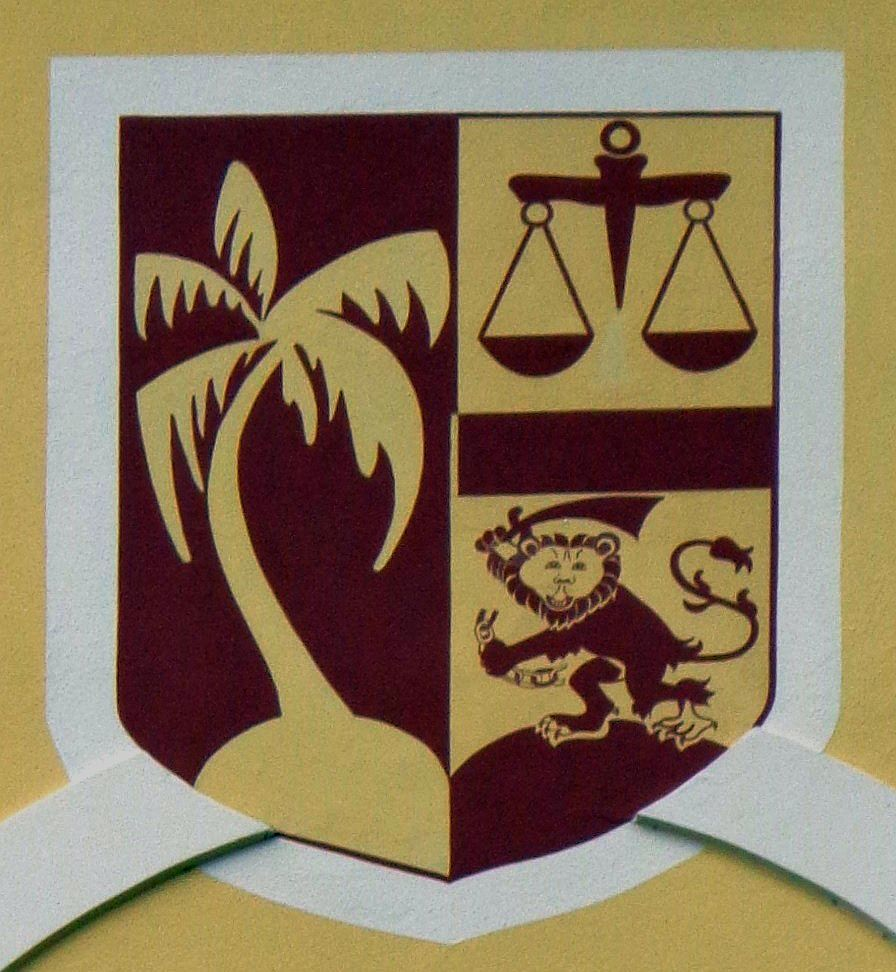
Wappen Slatins (stilisiert) auf der Spitzvilla

Das 1906 an Slatin verliehene freiherrliche Wappen war: Gespalten; rechts in Schwarz auf goldenem Boden eine goldene Palme; links durch einen roten Faden von Gold und Silber geteilt, oben eine schwarze Schalenwaage, unten auf grünem Boden ein roter Löwe, in der Rechten einen blanken Krummsäbel mit goldenem Griff, in der Linken eine Eisenkette mit gesprengter Handfessel (= Hinweis auf die Gefangenschaft am Hof des Mahdi) haltend. Zwei Helme: I ein wachsendes schwarzes Pferd; II der rote Löwe mit dem Säbel wachsend. Helmdecken: schwarz-golden, rot-silbern. Wahlspruch: Festina lente.

## Werke
Sein abenteuerliches Leben hat er in der Autobiographie Feuer und Schwert im Sudan niedergeschrieben, die beim Leipziger Brockhausverlag ein Bestseller wurde:
- mit Francis Reginald Wingate: Fire and Sword in the Sudan. A Personal narrative of Fighting and Serving the Dervishes. London 1896 (archive.org, 17. Ausgabe 1914).
- Feuer und Schwert im Sudan. Meine Kämpfe mit den Derwischen, meine Gefangenschaft und Flucht. 1879–1895. Verlag F. A. Brockhaus, Leipzig 1896 (archive.org). 13. Auflage zweibändig 1921; gekürzte Ausgabe, bearbeitet von Heinrich Pleticha: Erdmann, Stuttgart 1997, ISBN 3-522-60920-4; erweiterte und kommentierte Ausgabe: Verlag der Pioniere, Berlin 2016, ISBN 978-3-941924-05-5.
- Auf der Flucht. Reichswehr, Wien 1895, ist die erste Ausgabe, Fire and Sword wurde für das Publikum „gekürzt“.

## Filme
- Slatin Pascha – Im Auftrag Ihrer Majestät. Dokumentarfilm, Österreich 2012, 90 min, Regie: Thomas Macho.
- Slatin Pascha. TV-Spielfilm, Deutschland 1967, 170 min. (in zwei Teile), Regie: Wolfgang Schleif
- Aufstand in der Wüste – Die Herrschaft des Mahdi. Doku-Drama, Deutschland 2017, 53 min., Regie: Robert Schotter.[8]